# Schichtgrenzhöhle (Kugelstein)
Die Schichtgrenzhöhle bei Frohnleiten befindet sich in 456 m ü. A. im Kugelstein nördlich des Hauptortes von Deutschfeistritz und westlich von Badl, Steiermark in Österreich.

## Lage
Die Schichtgrenzhöhle befindet sich am nordwestlichen Hang des Kugelsteins, am Fuß einer mit Efeu bewachsenen Felswand und unterhalb der Harnischhöhle. Der Zugang zur Höhle befindet sich unweit der Straße, welche um den Kugelstein herumführt.

## Beschreibung
Die rund 8 Meter lange Schichtgrenzhöhle verläuft entlang einer, durch eine Kluft gestörten Schichtung. Die Höhlendecke ist schichtgebunden. Es gibt neben dem Haupteingang noch einen zweiten Zugang, welcher jedoch nicht passierbar ist. Im Eingangsbereich findet man zahlreiche Steinblöcke.
Der Höhlenboden besteht aus trockenem und erdigen Sediment, welches mit Verstürzblöcken durchsetzt ist.